# Molisita

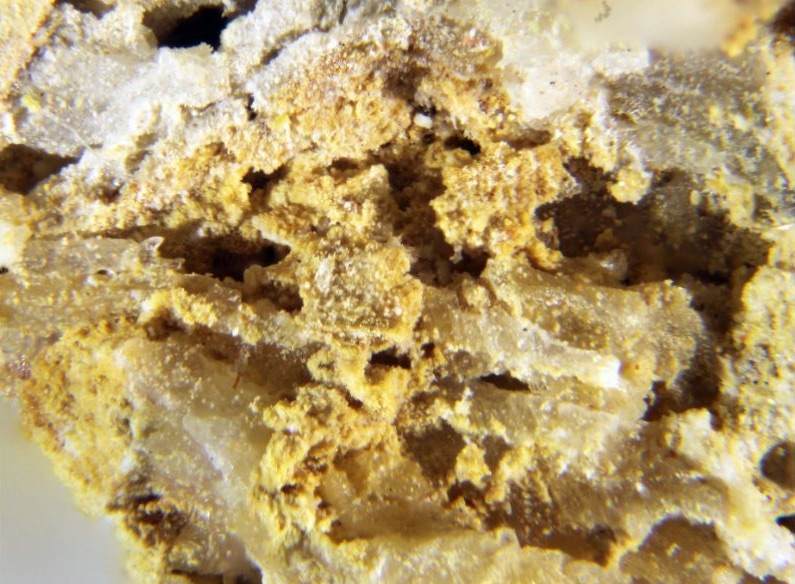
Agregados de cristales de molisita de color marrón amarillento procedente de Larderello, Pomarance, provincia de Pisa, Toscana, Italia.

La molisita o molysita es un mineral del grupo de los halogenuros descubierto en 1868. Su nombre proviene del griego μόλυσις que significa mancha, en alusión a las manchas de las lavas de los volcanes en donde se encuentra. Geológicamente se encuentra en las fumarolas de volcanes activos, por ejemplo el Monte Vesubio. El mineral es bastante inestable pues es delicuescente e hidroliza.